# Íris Thompson de Carvalho
Íris Thompson de Carvalho (Campinas, 1907 — 2003) foi uma pianista e artista plástica paulista. Nascida em Campinas, Íris começou a estudar piano aos quatro anos. Na adolescência, mudou-se para São Paulo, onde concluiu o curso de piano no Conservatório de Música da cidade. Foi mãe do fotógrafo Mario Luiz Thompson.
Lançou, em 2002, um disco de composições autorais e releituras intitulado O Amanhã Será Melhor. O álbum compila trabalhos fonográficos lançados anteriormente, nos anos 1980, trazendo interpretações de músicos como Gilberto Gil, Ná Ozzetti, Luiz Melodia, Almir Sater, dentre outros.
Além de pianista, Íris Thompson de Carvalho expôs esculturas no Salão Paulista de Belas Artes e no Salão Nacional de Belas Artes do Rio de Janeiro. Neste último concurso, recebeu a medalha de bronze com a obra Torso. Thompson também expôs na primeira Bienal de Arte de São Paulo, em 1951.